# Quân chủng
Quân chủng là một thành phần cao cấp trong tổ chức quân đội, hoạt động tác chiến có ý nghĩa chiến lược, trong một môi trường nhất định (trên không, trên bộ, trên biển), được tổ chức biên chế, trang bị, huấn luyện phù hợp với chức năng, nhiệm vụ và phương thức tác chiến. Mỗi quân chủng có các binh chủng. 
- Quân chủng Lục quân: là quân chủng tác chiến chủ yếu trên mặt đất. Trong quân đội nhiều nước, QCLQ thường là quân chủng có số quân đông nhất và giữ vai trò quan trọng trong việc tiêu diệt lực lượng đối phương, đánh chiếm và giữ đất đai.
- Quân chủng Hải quân: là quân chủng thực hiện những nhiệm vụ tác chiến trên các chiến trường biển và đại dương. Có các binh chủng: tàu mặt nước, tàu ngầm, pháo binh hải quân, tên lửa bờ biển, thủy quân lục chiến...
- Quân chủng Không quân là quân chủng làm nhiệm vụ sử dụng khí cụ bay để đánh các mục tiêu trên không, trên đất liền và trên biển.

## Quân đội Hoa Kỳ
Quân đội Hoa Kỳ có 6 quân chủng (Service branches):
- Lục quân (Army), thành lập ngày 14/6/1775 và thuộc Bộ Lục quân (1 trong 3 Bộ trực thuộc Bộ Quốc phòng).
- Hải quân (Navy), thành lập ngày 13/10/1775 và thuộc Bộ Hải quân (1 trong 3 Bộ trực thuộc Bộ Quốc phòng).
- Thủy quân lục chiến (Marine Corps), thành lập ngày 10/11/1775 và thuộc Bộ Hải quân (1 trong 3 bộ trực thuộc Bộ Quốc phòng).
- Tuần duyên (Coast Guard), thành lập ngày 4/8/1790 và trong thời bình thuộc Bộ An ninh nội địa.
- Không quân (Air Force), thành lập ngày 18/9/1947 và thuộc Bộ Không lực (1 trong 3 Bộ trực thuộc Bộ Quốc phòng).
- Lực lượng Không gian Hoa Kỳ (Aerospace), thành lập ngày 20 tháng 12 năm 2019, là quân chủng mới nhất và thuộc Bộ Không lực (1 trong 3 Bộ trực thuộc Bộ Quốc phòng).

## Quân đội Liên bangNga
Trong quân đội Liên bang Nga có các quân chủng (вид войск hoặc вид Вооружённых Сил) sau:
- Lục quân
- Hải quân
- Không quân

Ngoài ra còn có 3 binh chủng độc lập (Самостоятельные рода войск), không thuộc quân chủng nào:
- Binh chủng Vũ trụ
- Binh chủng Tên lửa chiến lược
- Binh chủng Đổ bộ đường không

Trước năm 1999, quân đội Nga còn có Quân chủng Phòng không, nhưng từ ngày 1/1/1999, lực lượng này chỉ là một binh chủng thuộc Lục quân, và lực lượng phòng không trong Không quân.

## Quân độiTrung Quốc
Quân đội Trung Quốc (Quân giải phóng nhân dân Trung Quốc) có 5 quân chủng Trung Quốc sau:
- Lục Quân.
- Hải Quân.
- Không Quân.
- Tên Lửa Chiến Lược.
- Chi Viện Chiến Lược.

Ngoài ra còn có các binh chủng riêng thuộc Quân Ủy Trung Ương:
- Lực lượng Bảo vệ Hậu cần.

Và Quân sự Trung Ương:
- Cảnh sát vũ trang.

## Quân độiViệt Nam
Quân đội Nhân dân Việt Nam có các quân chủng:
- Quân chủng Lục quân: không tổ chức thành Bộ tư lệnh riêng như Hải quân, Phòng không- Không quân. Các đơn vị quân đoàn chủ lực và binh chủng thuộc quân chủng lục quân do Bộ Tổng tham mưu trực tiếp quản lý chỉ đạo.
- Quân chủng Hải quân thành lập năm 1955 tiền thân là cục Phòng thủ bờ biển Bộ tổng tham mưu.
- Quân chủng Phòng không-Không quân hợp nhất 2 quân chủng Không quân và Phòng không năm 2000.
- Bộ đội Biên phòng thành lập năm 1959 tiền thân là lực lượng Công an Nhân dân Vũ trang.
- Cảnh sát biển Việt Nam thành lập năm 1998 tiền thân là Cục Cảnh sát biển thuộc Quân chủng Hải quân.
- Bộ Tư lệnh Tác chiến không gian mạng thành lập năm 2017 trực thuộc Bộ Quốc Phòng.

Theo Luật Sĩ quan QĐND Việt Nam thì tư lệnh và Chính ủy Quân chủng và Bộ tư lệnh có Quân hàm cao nhất là Trung tướng đối với Lục quân, Phòng không-Không quân, Biên phòng, Cảnh sát biển hoặc Phó Đô đốc đối với Hải quân.